# 메소드 스튜디오
메소드 스튜디오(Method Studios)는 미국 로스앤젤레스에 본사를 둔 시각 효과 회사이다. 1998년 설립되었다. 밴쿠버, 뉴욕, 시카고, 디트로이트, 애틀랜타, 런던, 시드니, 멜버른에 지사를 두고있다. 주로 영화나 광고의 시각 효과를 제작한다.

## 메소드 디자인
메소드 디자인은 로스앤젤레스 본사의 사업부에서 2002년부터 영화의 메인 타이틀을 디자인한다. 《맨 인 블랙 3》, 《어벤져스》, 《퍼스트 어벤져》 등의 메인 타이틀을 작업하였다.

## 수상 경력
- 시각 표과 협회상 - 2013년 뛰어난 광고 효과상, 2011년 실사 광고 효과상